# Sapromyza quichuana
Sapromyza quichuana är en tvåvingeart som beskrevs av Brethes 1922. Sapromyza quichuana ingår i släktet Sapromyza och familjen lövflugor. Inga underarter finns listade i Catalogue of Life.